# Cystowithius chamberlini
Cystowithius chamberlini är en spindeldjursart som beskrevs av Harvey 2004. Cystowithius chamberlini ingår i släktet Cystowithius och familjen Withiidae. Inga underarter finns listade i Catalogue of Life.